# دوري كرة القدم السلوفيني الدرجة الثانية 1996–97
دوري كرة القدم السلوفيني الدرجة الثانية 1996–97 (بالإيطالية: Druga slovenska nogometna liga 1996-1997)‏ هو الموسم 6 من دوري كرة القدم السلوفيني الدرجة الثانية ‏. أشرف على تنظيمه اتحاد سلوفينيا لكرة القدم، وكان عدد الأندية المشاركة فيه 16، وفاز فيه NK Slavija Vevče ‏.